# Wong Kam Po
En aquest nom xinès, el cognom és Wong.
Wong Kam Po (Sha Tin, 13 de març de 1973) és un ciclista de Hong Kong, que combina tant en el ciclisme en pista com la carretera. Ha guanyat nombroses curses i etapes en proves de l'UCI Àsia Tour.
El 2007 es va proclamar Campió del món de Scratch.

## Palmarès en pista
- 2007
  -  Campió del món en Scratch
- 2008
  - Campió d'Àsia en Madison (amb Kwok Ho Ting)
- 2009
  - Campió d'Àsia en Madison (amb Kwok Ho Ting)

### Resultats a laCopa del Món en pista
- 2007-2008
  - 1r a Los Angeles, en Scratch
- 2008-2009
  - 1r a Copenhaguen, en Scratch

## Palmarès en ruta
- 1995
  - 1r a la Volta a Okinawa
- 1997
  - 1r a la Volta a les Filipines i vencedor d'una etapa
- 1998
  - Medalla d'or als Jocs Asiàtics en ruta
  - 1r a la Volta a Okinawa
- 1999
  - Campió de Hong Kong en ruta
  - Campió de Hong Kong en contrarellotge
  - 1r a la Volta a la Mar de la Xina Meridional i vencedor de 3 etapes
  - Vencedor d'una etapa al International Cycling Classic
- 2000
  - Campió de Hong Kong en ruta
  - Campió de Hong Kong en contrarellotge
  - 1r a la Volta a Okinawa
  - Vencedor d'una etapa al Tour de Langkawi
  - Vencedor d'una etapa a la Volta a la Mar de la Xina Meridional
- 2001
  - Campió d'Àsia en ruta
  - 1r a la Volta a la Mar de la Xina Meridional i vencedor de 3 etapes
  - Vencedor d'una etapa al International Cycling Classic
- 2002
  - Vencedor de 2 etapes al Tour de Wellington
  - Vencedor d'una etapa a la Volta al llac Qinghai
- 2003
  - Vencedor d'una etapa al Tour Nord-Isère
  - Vencedor de 2 etapes al Tour de Corea
  - Vencedor d'una etapa a la Volta al llac Qinghai
  - Vencedor d'una etapa a la Volta a la Mar de la Xina Meridional
- 2004
  - 1r a la Volta a Okinawa
  - 1r a la Volta a Hokkaidō i vencedor d'una etapa
  - Vencedor d'una etapa a la Volta a Indonèsia
- 2005
  - Vencedor de 5 etapes a la Volta a la Mar de la Xina Meridional
  - Vencedor d'una etapa al Tour de Siam
  - Vencedor de 3 etapes a la Volta a la Xina
  - Vencedor d'una etapa a la Volta a Indonèsia
- 2006
  - Medalla d'or als Jocs Asiàtics en ruta
  - Vencedor de 2 etapes al Tour de Hong Kong Shanghai
  - Vencedor d'una etapa a la Volta al Japó
  - Vencedor d'una etapa a la Volta a la Mar de la Xina Meridional
- 2007
  - Vencedor d'una etapa a la Jelajah Malaysia
  - Vencedor d'una etapa a la Tour de Taiwan
- 2008
  - Vencedor de 2 etapes a la Tour de Taiwan
- 2009
  - Vencedor d'una etapa a la Volta al Japó
  - Vencedor d'una etapa al Tour de Corea
- 2010
  - Medalla d'or als Jocs Asiàtics en ruta
  - Vencedor d'una etapa al Tour de Kumano
- 2011
  - Vencedor d'una etapa al Tour de Hong Kong Shanghai
  - Vencedor d'una etapa a la Volta a Indonèsia
- 2012
  - Campió d'Àsia en ruta
  - Vencedor d'una etapa a la Tour de Taiwan
  - Vencedor d'una etapa a la Volta al Japó